# William av Alnwick
William av Alnwick, född omkring 1275, död i mars 1333 i Avignon, var en engelsk franciskan, biskop och skolastisk teolog.

## Biografi
William studerade i Paris under Johannes Duns Scotus och hjälpte denne med förarbetet till kommentaren av Petrus Lombardus Senteser. Han utgav även själv en kommentar till detta verk. I verket Contra averroistos motsatte sig William de averroistiska filosofernas teorier om det mänskliga intellektet.
William av Alnwick var biskop av Giovinazzo från 1330 till sin död 1333.